# アンドレアス・ゲルリッツ
アンドレアス・ゲルリッツ（Andreas Görlitz, 1982年1月31日 - ）は、ドイツ、バイエルン州ヴァイルハイム・イン・オーバーバイエルン出身の元同国代表サッカー選手。サンノゼ・アースクエイクス所属。ポジションはDF。

## 経歴
2004年5月に行われたUEFAのU-21欧州選手権に出場した。デビュー時は1860ミュンヘンに所属。右サイドバックを務める。2004年に1860ミュンヘンの2部降格に伴いバイエルン・ミュンヘンへ移籍する。移籍直後はレギュラーとして活躍し代表に呼ばれるまでになるが、その後は怪我に悩まされ試合出場もおぼつかない時期が続いた。出場の場を求めて2007-08シーズンにはカールスルーエSCへ期限付き移籍。レギュラーとして2シーズンを過ごした後にバイエルン・ミュンヘンへ復帰した。
2010年、FCインゴルシュタット04へ移籍。2014年3月にはMLSのサンノゼ・アースクエイクスに移籍した。

## エピソード
- カールスルーエでの背番号の77はゲルリッツの所属しているロックバンドの名前、Room77に由来しており、彼はギターを担当している。